# بولسواف سوم
بولسواف سوم بددهان (لهستانی: Bolesław III Krzywousty؛ ‏تلفظ لهستانی: [bɔˈlɛswaf]؛‏ ۲۰ اوت ۱۰۸۶ – ۲۸ اکتبر ۱۱۳۸) شاهزاده لهستان از ۱۱۰۷ تا ۱۱۳۸ میلادی بود. او تنها پسر وادیسواو اول و همسرش جودیت-وراتیسلاوس دوم بوهم - بود.

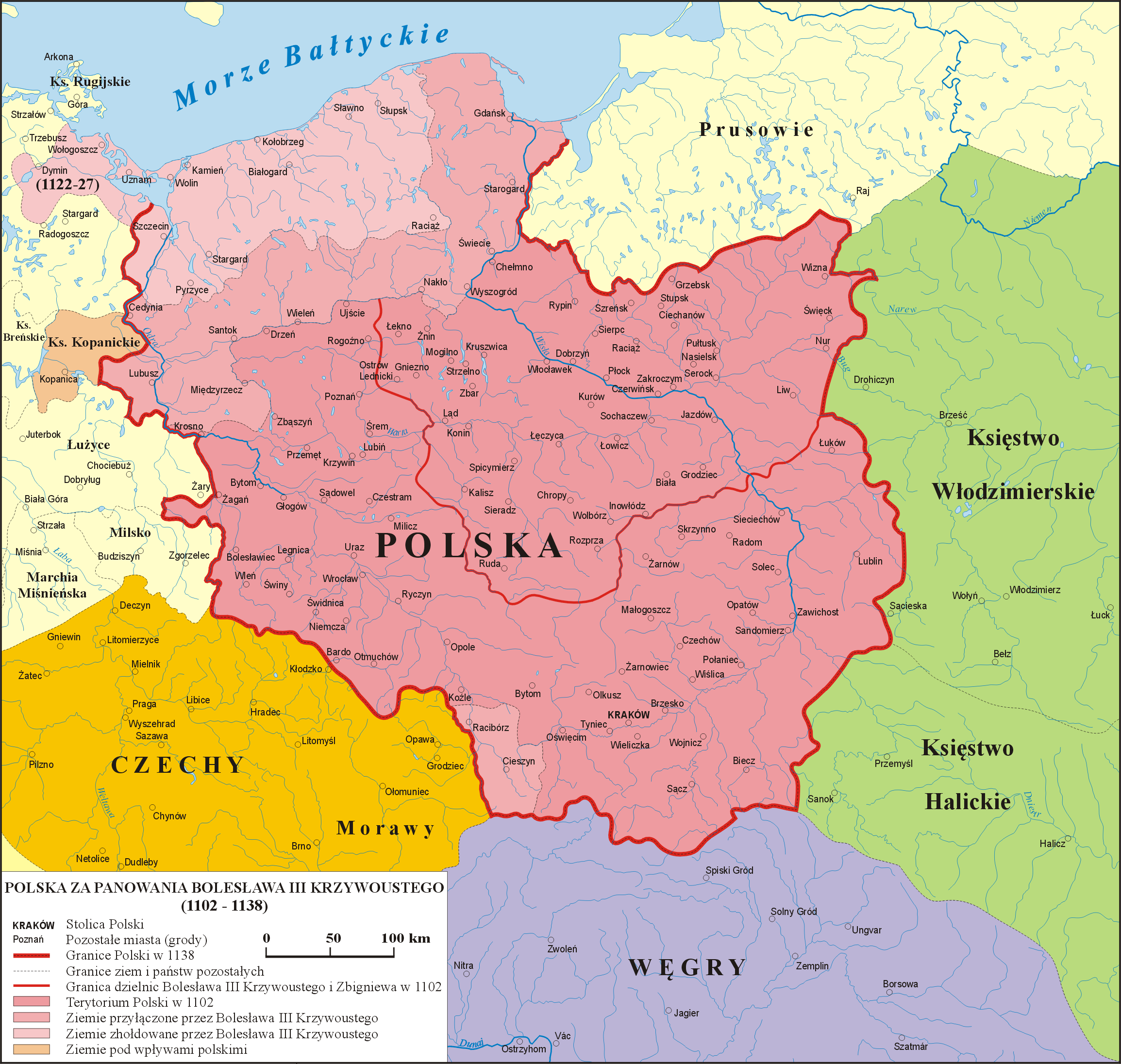
لهستان در زمان حکومت بولسواف سوم

بیش تر دوران پادشاهی بولسواف سوم به یکپارچه‌سازی لهستان و رفع تهدیدات همسایه غربی این کشور ،امپراتوری مقدس روم، گذشت. بولسواف سوم، مانند بولسواف دوم، روابط سیاسی حسنه ای از طریق ازدواج و وصلت با دولت‌های مجارستان و روس کیف برقرار نمود. در دوره او، ناحیه پومرانی به مسیحیت گروید و همین موضوع کمک کرد که بولسواف تا ۱۱۲۲ میلادی، این ناحیه را به قلمرو خود بیفزاید. همچنین، او موقعیت سیاسی لهستان را در اروپا -با پیروزی بر امپراتوری مقدس روم در جنگ سال ۱۱۰۹ میلادی - مستحکم کرد. پیروزی بولسواف بر برادرش، زبیگنیف و سپس کشتن وی و در نهایت توبه کردن بولسواف نشان داد که او در سیاسی راه و روش ویژه‌ای دارد. آخرین و شاید مهم‌ترین اقدام دوره حکومت بولسواف این بود که قلمرو لهستان را پیش از مرگ، میان پسرانش تقسیم کرد. اقدامی که باعث شروع حکومت فئودالی و ملوک الطوایفی در لهستان به مدت ۲۰۰ سال بعدی گردید. اما با این وجود، بولسواف سوم در قرن ۱۹ میلادی به الگو و اسوه ملی گرایان لهستانی برای اتحاد و یکپارچگی کشورشان تبدیل شد.